# ألفارو غونزاليس
ألفارو غونزاليس (بالإسبانية: Álvaro González Alcaraz)‏ (29 أكتوبر 1974 - ) هو لاعب كرة قدم إسباني يلعب كحارس مرمى، شارك في الألعاب البارالمبية الصيفية 2004.

## روابط خارجية
- ألفارو غونزاليس على موقع Paralympic.org (الإنجليزية)
- ألفارو غونزاليس على موقع اللجنة البارالمبية الإسبانية (الإسبانية)